# Il sangue degli elfi
Il sangue degli elfi (Krew elfów) è il primo romanzo (preceduto da una dozzina di racconti, non tutti tradotti) della Saga di Geralt di Rivia (Saga o wiedźminie) dello scrittore polacco Andrzej Sapkowski. Venne pubblicato per la prima volta nel 1994, mentre è arrivato sul mercato italiano solo nel 2012 per opera di Editrice Nord.

## Trama
La prima guerra di Nilfgaard è terminata da ormai un anno. L'epica battaglia di Colle Sodden, alla quale hanno partecipato le forze riunite dei Regni Settentrionali, ha respinto al di là dello Jaruga le truppe imperiali, ponendo fine ai loro piani di conquista. Ora, solo una fragile tregua mantiene la pace nel Nord.
Delle nazioni conquistate e soggiogate dall'impero, il fato peggiore è toccato a Cintra: la popolazione è stata massacrata e la Regina Calanthe e la sua corte si sono suicidati pur di evitare di cadere nelle mani nemiche. Solo Cirilla, nipote della regina ed erede al trono del reame, è riuscita a sfuggire a quell'orrore e, dopo innumerevoli disavventure, a raggiungere l'uomo a cui era destinata, lo strigo Geralt.
Egli decide di portare al sicuro la bambina e insieme s'incamminano per Kaer Morhen, la fortezza e la scuola degli strighi, l'unico posto che essi possono chiamare “casa”.
Nel frattempo, sotto le fronde dell'antica "Babaya", uno degli alberi sacri dei Druidi, Ranuncolo ha trasformato le vicissitudini di Geralt e Ciri in una struggente storia. Oltre che denaro e applausi, il racconto attira anche le sgradite attenzioni di un certo Rience: l'uomo cattura il poeta e si spinge fino alla tortura pur di conoscere la verità celata dalle rime di Ranuncolo. Solo il provvidenziale intervento della maga Yennefer, che metterà in fuga Rience, permetterà al bardo di salvarsi. Successivamente i due si scambiano consigli: la maga suggerisce a Ranuncolo di nascondersi alla corte di Re Vizimir di Redania, sotto la protezione di Dijkstra e Filippa Eilhart; il poeta invece le propone di avvertire Geralt che qualcuno di molto pericoloso si è messo sulle tracce della bambina.
Mesi dopo, Triss Merigold arrivando a Kaer Morhen s'imbatte in Ciri e con sua sorpresa assiste ad una trance della bambina. Sebbene inizialmente reticenti, Geralt e gli altri strighi confessano alla maga che il motivo della sua chiamata alla fortezza è proprio legato alla bambina e ai suoi poteri: essi, non avendo confidenza con le arti magiche, hanno preferito rivolgersi a qualcuno di più competente per gestire le strane crisi della loro allieva. Triss compie una serie di studi su Ciri, e conclude che si tratta di una “Fonte” particolarmente potente. La donna non è in grado di aiutare la ragazzina: potrà solo evitare che si faccia del male, ma alla lunga le sue contromisure diventeranno inefficaci, e occorrerà pertanto rivolgersi quanto prima ad una maga più esperta in questo campo. Geralt e Triss decidono quindi che in primavera trasferiranno Ciri al tempio di Melitele, a Ellander in Temeria, sotto la guida della maga Yennefer, ma fino a quel momento la ragazzina potrà continuare l'addestramento degli strighi.
All'arrivo della nuova stagione, Triss, Geralt e Ciri partono per il sud. Durante il viaggio Triss si ammala, ed essendo sia allergica agli elisir che troppo debole per usare la magia, costringe Geralt a chiedere aiuto. Nelle foreste oltre Ard Carraigh incontrano una carovana di nani guidata da Yarpen Zigrin, una vecchia conoscenza dello strigo, che accetta di buon grado di soccorrere la maga. Giorni dopo, nei pressi di Ban Glean, il convoglio viene attaccato da un commando di Scoia'tael e nella battaglia che ne segue viene a galla la verità. La carovana era diretta ad Aedirn non per trasportare rifornimenti alle truppe di Re Demawend, bensì per verificare se Yarpen Zigrin fosse davvero un traditore al soldo degli Scoia'tael: nei carri infatti non ci sono né cibo, né armi o attrezzi, ma solo sassi.
Ciri infine arriva al tempio di Melitele. Ben presto Yennefer giunge al santuario e prende la ragazzina come sua allieva nelle arti magiche. Inizialmente tra le due c'è aperta ostilità ma nel tempo diventeranno amiche e nascerà tra loro un legame molto forte, simile a quello tra madre e figlia.
Geralt invece si mette alla ricerca di Rience e setaccia per mesi la Temeria e il Sodden nel tentativo di ricostruire i suoi spostamenti. La caccia è infruttuosa e lo strigo ribalta la prospettiva: si fa assumere come guardia dalla Compagnia Malatius & Grock, i cui traghetti, recentemente, sono stati attaccati da una misteriosa creatura, nella speranza che la presenza di uno strigo vicino Novigrad susciti clamore e chiacchiere. Geralt non resta deluso, perché dopo qualche giorno degli sgherri di Rience si fanno vivi e tentano, invano, di catturarlo. Successivamente lo strigo si trasferisce a Oxenfurt e qui incontra Shani, una studentessa di medicina con cui intratterrà una relazione, e Ranuncolo. Il poeta avverte Geralt che Dijkstra vuole fare una chiacchierata con lui su quanto accaduto sul fiume e su una certa bambina; prima che lo strigo possa fuggire però interviene Filippa Eilhart, che lo tranquillizza e gli raccomanda di avere cura di Ciri. Durante la conversazione la maga nega di sapere chi è Rience, ma Shani, riconoscendo quel nome, afferma di sapere dove l'uomo si nasconde.
Nel frattempo, alla fortezza di Hagge, i Re dei Regni settentrionali (Vizimir di Redania, Henselt di Kaedwen, Foltest di Temeria, Demawend di Aedirn e Meve di Lyria) si riuniscono in un incontro segreto; essi non solo stabiliscono che occorre reprimere duramente i commando Scoia'tael e i non-umani che li sostengono, ma che, per la salvezza del Nord, occorre scacciare Nilfgaard al di là dei Monti Amell. L'unico modo per farlo è attaccare l'Impero e riconquistare Cintra.
Il meeting di Hagge non rimane segreto a lungo: Emhyr var Emreis, il sovrano di Nilfgaard, ne viene presto a conoscenza e ordina di passare la notizia alla Confraternita dei maghi. Inoltre l'imperatore, immaginando i piani ostili dei regni settentrionali, sposta un nutrito contingente nel Dol Angra sotto il comando del Maresciallo Coehoorn, ben sapendo che l'uomo avrà il polso per non reagire alle future provocazioni delle truppe del nord. 
Tissaia de Vries e Artaud di Terranova, due maghi illustri, s'incontrano con Vilgefortz e lo informano che i Re si sono incontrati a loro insaputa ad Hagge. I tre convengono che occorre ignorare l'azione dei sovrani, ma che è necessario convocare un'assemblea plenaria dei maghi per decidere la posizione della Confraternita nel prossimo futuro.
Geralt affronta Rience, quest'ultimo forte dell'appoggio dei fratelli Michelet, una banda di pericolosi assassini, e dopo una dura lotta lo strigo ne esce vincitore: i fratelli vengono uccisi mentre Rience riesce a fuggire grazie all'aiuto esterno di qualcuno. Ciri non è ancora al sicuro.

## Edizioni
- Andrzej Sapkowski, Il sangue degli elfi, traduzione di Raffaella Belletti, Editrice Nord, 2012,  p. 400, ISBN 978-88-429-1665-9.
- Andrzej Sapkowski, Il sangue degli elfi, traduzione di Raffaella Belletti, Editrice Nord, 2019,  p. 393, ISBN 978-88-429-3243-7.